# The Best Christmas Pageant Ever
The Best Christmas Pageant Ever es una película de comedia dramática navideña estadounidense de 2024 dirigida por Dallas Jenkins, basada en la novela de 1972 de Barbara Robinson. Protagonizada por Judy Greer, Pete Holmes, Molly Belle Wright y Lauren Graham, la trama se centra en los Herdman, un grupo de hermanos delincuentes juveniles que, sin darse cuenta, se encuentran protagonizando el festival navideño de su pequeño pueblo.
The Best Christmas Pageant Ever se estrenó en Los Ángeles el 2 de noviembre de 2024 y fue estrenada en cines por Lionsgate el 8 de noviembre de 2024. Recibió reseñas generalmente positivas de los críticos.

## Sinopsis
Los Herdman son seis hermanos que tienen reputación de ser los peores niños del mundo. Sin embargo, cuando se hacen cargo de la ceremonia de la iglesia local durante las fiestas, es posible que enseñen a una comunidad conmocionada el verdadero significado de la Navidad.

## Reparto
- Judy Greer como Grace Bradley
- Pete Holmes como Bob Bradley
- Molly Belle Wright como Beth Bradley
  - Lauren Graham como Narradora / Beth Bradley Adulta
- Sebastian Billingsley-Rodriguez como Charlie Bradley
- Beatrice Schneider como Imogene Herdman
- Mason D. Nelligan como Ralph Herdman
- Matthew Lamb como Claude Herdman
- Ewan Wood como Leroy Herdman
- Essek Moore como Ollie Herdman
- Kynlee Heiman como Gladys Herdman
- Nolan Grantham como Elmer Hopkins
- Kirk B.R. Woller como Reverend Hopkins
- Vanessa Benavente como Maestra de Primer Grado
- Lorelei Olivia Mote como Alice Wendelken
- Danielle Hoetmer como Mrs. Wendelken

## Producción
En noviembre de 2023, se informó que Lionsgate estaba preparando una adaptación de la novela infantil de 1972, con Dallas Jenkins dirigiendo la película. La fotografía principal comenzó el 6 de diciembre de 2023 en Winnipeg, Manitoba, Canadá y finalizó el 27 de enero de 2024.

## Estreno
The Best Christmas Pageant Ever se estrenó en Los Ángeles el 2 de noviembre de 2024 y en Estados Unidos el 8 de noviembre de 2024. Anteriormente estaba previsto para el 15 de noviembre de 2024 antes de adelantarse una semana para evitar la competencia con otra película navideña, Red One.